# Сураски, Зеев

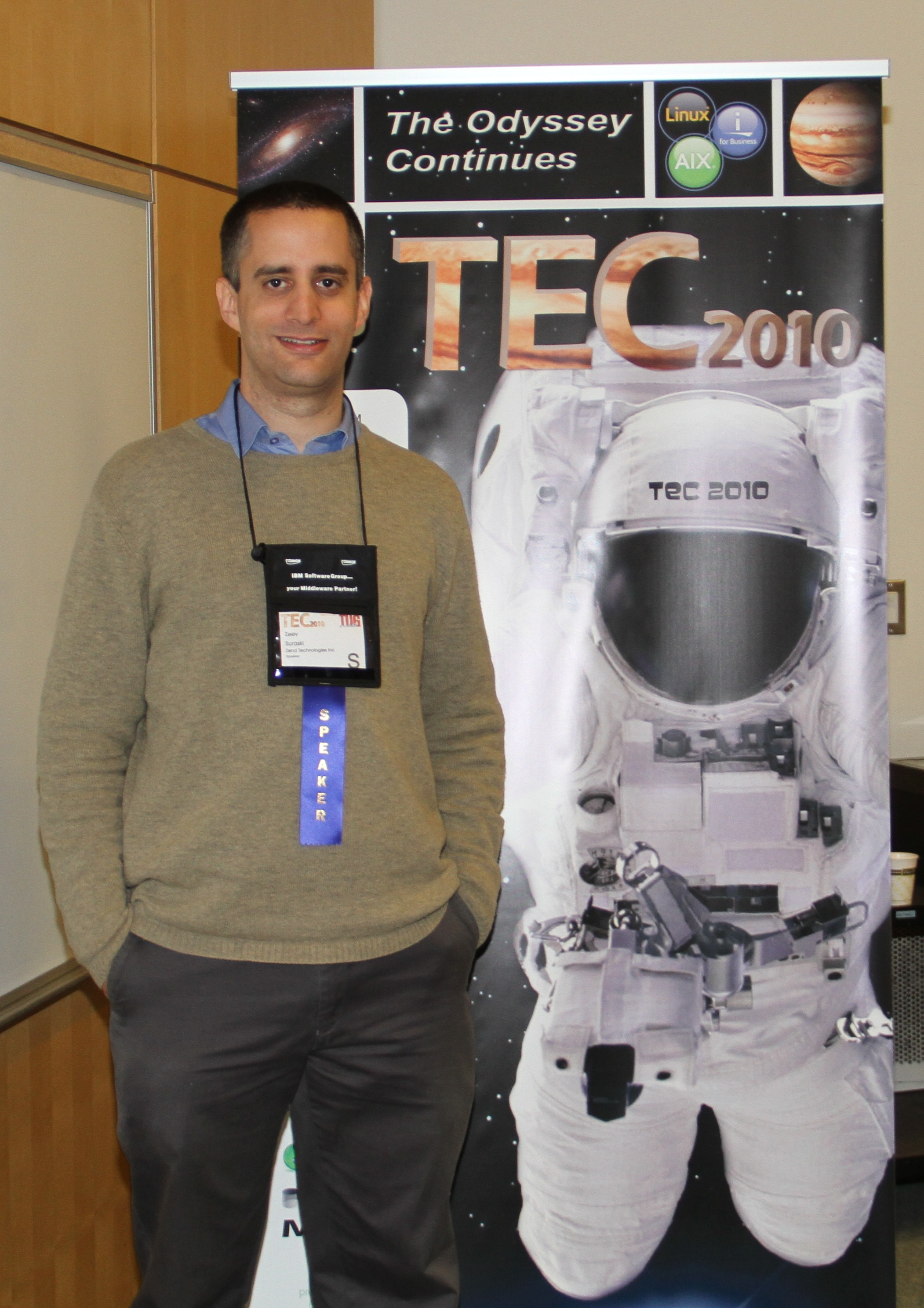
Зеев Сураски на конференции в Торонто в 2010 году

Зеев Сураски (ивр. זאב סורסקי‎) — израильский программист, PHP разработчик и соучредитель Zend Technologies. Выпускник Хайфского университета Технион в Израиле. Сураски и его студенческий друг Энди Гутманс создали PHP 3 в 1997 году. В 1999 они написали Zend Engine, ядро PHP 4 и основали компанию Zend Technologies, которая с тех пор занимается разработкой ядра PHP. Название Zend было придумано как словослияние их имен, Зеев и Энди.
Сураски — член Apache Software Foundation и был номинирован на Free Software Award за 1999 год. Зеев Сураски — технический директор в Zend Technologies.